# Orygen
Orygen, anteriormente Enel Generación Perú es la mayor empresa de generación de energía eléctrica privada en el Perú, la Empresa tiene una capacidad total instalada de más de 1.400 megavatios (MW) y se suministra a la red nacional peruana, en la cual administra varias centrales Hidroeléctricas en Lima, fundado en 1906 como empresa privada, fue nacionalizado en el gobierno de la Fuerza Armada y fue parte de la desaparecida Electrolima. Es una empresa componente del índice S&P/BVL Perú General.

## Historia
Desde su privatización en 1994 fue parte de Endesa y luego de Enel Perú, pero en 2023, tras el retiro de las acciones de Enel en el Perú, su capital social fue vendido a la empresa Niagara Energy mediante la corporación de fondos de inversión Actis.

## Centrales hidroeléctricas
- Central Hidroeléctrica Huinco
- Central Hidroeléctrica Matucana
- Central Hidroeléctrica Callahuanca
- Central Hidroeléctrica Moyopampa
- Central Hidroeléctrica Huampani
- Central Hidroeléctrica HER
- Central Hidroeléctrica Chimay
- Central Hidroeléctrica Yanango